# Гильтен
Гильтен (нем. Gilten) — община в Германии, в земле Нижняя Саксония.
Входит в состав района Зольтау-Фаллингбостель. Подчиняется управлению Швармштедт. Население составляет 1185 человек (на 31 декабря 2010 года). Занимает площадь 33,37 км².
Коммуна подразделяется на 4 сельских округа.